# 1374
1374. је била проста година.

## Рођења
- Википедија:Непознат датум — Деспот Стефан Лазаревић